# Lecane jaintiaensis
Lecane jaintiaensis är en hjuldjursart som beskrevs av Sharma 1987. Lecane jaintiaensis ingår i släktet Lecane och familjen Lecanidae. Inga underarter finns listade i Catalogue of Life.